# BIA Kunststoff- und Galvanotechnik

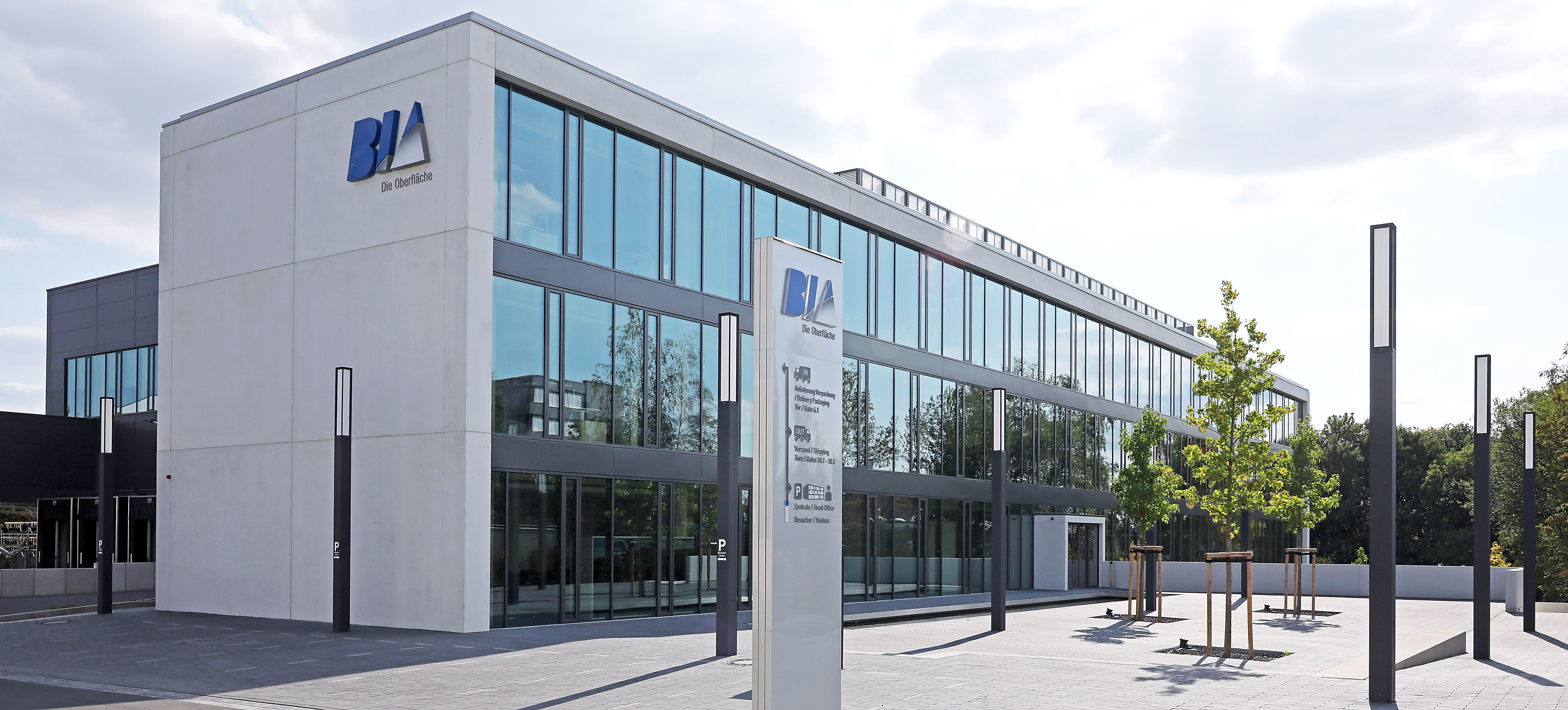
Hauptsitz der BIA Gruppe am Standort Solingen

Die BIA Kunststoff- und Galvanotechnik GmbH & Co. KG ist ein Hersteller von galvanisierten Kunststoffteilen und ein Automobilzulieferer mit Sitz in Solingen.

## Geschichte
Die BIA Kunststoff- und Galvanotechnik GmbH & Co. KG wurde im Dezember 1996 von Jörg Püttbach gegründet. Das Unternehmen übernahm die Restgeschäfte Kunststoffspritzguss und Kunststoffgalvanik vom Wuppertaler Automobilzulieferer Happich mit 60 Mitarbeitern. Der Führungswechsel vom entfernten Konzern zum mittelständischen und eigentümergeführten Unternehmen mit langfristigen Zielen und regionaler Verankerung entwickelte sich erfolgreich. Die Modernisierungen und Erweiterungen der Galvanoanlagen und Spritzgussmaschinen, Innovationen und Patente haben die Kapazitäten erweitert und neue Arbeitsplätze geschaffen.  In der BIA Gruppe mit Schwesterfirmen und Joint Ventures in China, der Slowakei und Mexiko arbeiten rund 1.450 Menschen.

## Geschäftsfelder
BIA produziert Kunststoffbauteile mit veredelten Oberfläche für die Automobilindustrie. Die Kernkompetenz liegt im Bereich Spritzguss, Galvanik und Lackierung sowie den damit verbundenen Anforderungen an die vor- und nachgelagerten Prozesse. Das Unternehmen bietet Konstruktion, Werkzeugbau, Spritzguss, Galvanik und seit 2020 Lackierungen. BIA Entwicklungen haben zu neuen patentierten Verfahren und Oberflächen geführt. Der Einsatz des patentierten BIA Nachtdesigns ermöglicht hinterleuchtete Symboliken und Flächen bei galvanisierten Bauteilen, sogenanntes Ambientelicht. Bürststrukturen sowie texturierte Oberflächen wie BIA Texture Chrome ergänzen das Portfolio und stärken die Innovationsführerschaft. Eine Neuentwicklung aus 2021 ist die Kombination von Chromoberflächen mit Touch-Funktionen. Verchromte Bauteile findet man u. a. im Interieur und Exterieur vieler Premiumfahrzeuge namhafter internationaler Hersteller.

## Unternehmensstruktur
Zur BIA Firmengruppe des inhabergeführten Unternehmens gehören neben der BIA Kunststoff- und Galvanotechnik GmbH & Co. KG die Schwesterfirmen Biacchessi GmbH & Co. KG, Solingen sowie eine Beteiligung an der Firma Schreiber Kunststofftechnik (SKT) in Steinach. Darüber hinaus ist BIA an dem Gemeinschaftsunternehmen Wuxi BIA, in Wuxi, China (Joint Venture Partner ist Beijing WKW Automotive Parts Co., Ltd.) beteiligt. Das ehemalige Joint Venture BIA Slovakia in Nitra, Slowakei (mit dem französischen Unternehmen Groupe Plastivaloire) ist seit Januar 2023 zu 100 % Teil der BIA Gruppe. Ein weiterer Standort in San Luis Potosí San Luis Potosí (Stadt) wurde 2021 in Betrieb genommen und versorgt den amerikanischen Markt. In der Gruppe sind insgesamt rund 1.450 Menschen beschäftigt. Der Gruppenumsatz betrug 2022 knapp 138 Millionen Euro.
Die ehemals zur BIA Gruppe gehörende BIA Forst GmbH in Forst (Baden) bei Bruchsal wurde zum Ende des Jahres 2022 geschlossen.

## Engagement und Sponsoring
Das Unternehmen BIA fördert Projekte des Vereins Füreinander – Chancen in Solingen e.V. für bildungsbenachteiligte Kinder und Jugendliche in Solingen. BIA ist darüber hinaus einer der Sponsoren des Bergischen Handball-Clubs (BHC).